# 上甑村
上甑村（かみこしきむら）は、かつて鹿児島県の甑島列島にあった村である。薩摩郡に属した。
合併により、現在は薩摩川内市上甑地区となっている。

## 地理
甑島列島の北中部に位置しており、上甑島の一部及び中甑島の全域から構成されていた。大字は中甑、江石、中野、小島、瀬上、桑之浦、平良があり、現在は薩摩川内市上甑町中甑、上甑町江石、上甑町中野、上甑町小島、上甑町瀬上、上甑町桑之浦、上甑町平良となっている。
1891年（明治24年）までは大字里があったが、大字里が分立し、里村となった。

## 歴史
- 1889年（明治22年）4月1日 - 町村制施行により甑島郡上甑村が成立。
- 1891年（明治24年）8月8日 - 上甑村の一部より里村が分立する[1]。
- 1897年（明治30年）4月1日 - 郡の統合により薩摩郡に所属[2]。
- 2004年（平成16年）10月12日 - 川内市、樋脇町、入来町、東郷町、祁答院町、里村、下甑村、鹿島村と合併し、薩摩川内市となった。

## 地域

### 公立中学校
- 上甑中学校

### 公立小学校
- 中津小学校
- 平良小学校
- 浦内小学校

## 交通

### 道路
一般県道
- 鹿児島県道348号桑之浦里港線
- 鹿児島県道351号鹿島上甑線
- 鹿児島県道352号瀬上里線

### 航路
甑島商船
- 中甑港

## 名所・旧跡
- 長目の浜
- 甑大明神橋
- かのこ大橋
- 県民レクリエーション村
- 観光遊覧船